# Bucculatrix rileyi
Bucculatrix rileyi är en fjärilsart som beskrevs av Frey och Boll 1876. Bucculatrix rileyi ingår i släktet Bucculatrix och familjen kronmalar. Inga underarter finns listade i Catalogue of Life.